# Елизабет Шварцкопф
Елизабет Шварцкопф, с имена по рождение Олга Мария Елизабет Фредерике Шварцкопф (на немски: Olga Maria Elisabeth Frederike Schwarzkopf), е оперна певица от Германия, с гражданство на Австрия (1945) и поданство на Великобритания (1953).
Родена е в Ярочин, Германска империя (днес в Полша) на 9 декември 1915 г. Починала е в дома си Шрунс, Австрия на 3 август 2006 г.
Член е на Нацистката партия в Германия. След Втората световна война дълго отрича, но е публично разкрита през 1982 г. Обяснява встъпването си в партията с необходимост за продължаване на кариерата й в писмо до вестник New York Times през 1983 г..

## Отличия
Шведският крал Густав VI Адолф я награждава с орден „Litteris et artibus“ през 1964 г. Носител е на ордена „За заслуги“ от 1983 г. Британската кралица Елизабет II я прави лейди командор на Ордена на Британската империя през 1992 г.
Удостоена е със званието почетен професор на Баден-Вюртемберг през 1990 г. Отличена е с почетни докторати също и от Кеймбриджкия университет (1976), Американския университет във Вашингтон (1982) и Глазгоуския университет (1990).